# Comanche (voilier)
Pour les articles homonymes, voir Comanche.
Comanche est un maxi yacht de jauge IRC appartenant à Jim Cooney et Samantha Grant et skippé par Jim Cooney. Il est principalement connu pour s'être classé premier monocoque en temps réel de la Fastnet 2015, et avoir remporté la course Sydney-Hobart en 2015, 2017 et 2019.

## Conception
Comanche a été dessiné en collaboration par les architectes VPLP Design et Guillaume Verdier pour le compte du milliardaire américain Jim Clark,, et construit aux États-Unis par le chantier naval Hodgdon Yachts. Il a été mis à l'eau le 27 septembre 2014. 
Construit sur la base d’une coque en matériau composite (prépreg + fibre de carbone), il a été conçu principalement pour la performance lors de courses au large.  

## Palmarès
Comanche a pris le départ de la Fastnet 2015, skippé par Ken Read, et remporte la course en catégorie monocoque au temps réel, en 2 jours 15 heures 42 minutes et 26 secondes.
La même année, il participe à la course Sydney-Hobart partant le 26 décembre 2015 et franchit la ligne d’arrivée en tête après 2 jours, 8 heures, 58 minutes and 30 secondes de course.
En 2017, il remporte à nouveau Sydney-Hobart sur tapis vert (portant réclamation contre Wild Oats XI,), en établissant le record de la course à 1 jour 9 heures 15 minutes 24 secondes.

## Records détenus
En juillet 2015 lors de la Transat Newport-Plymouth, alors skippé par l’Américain Ken Read avec Stan Honey à la navigation, Comanche a établi le record de distance à la voile en 24 heures, en monocoque et en équipage, couvrant 618,01 milles marins, pour une moyenne de 25,75 nœuds (47,689 km/h).
Depuis l'année 2016, Comanche détient également le record de la traversée de l'atlantique nord à la voile pour les monocoques et dans le sens ouest-est. Parti de New York le 22 juillet, il est arrivé au cap Lizard en 5 jours, 14 heures, 21 minutes et 25 secondes,.